# August Liessens
August Liessens (* 17. August 1894 in Ninove, Belgien; † 8. Juli 1954 in Sorel, Québec, Kanada) war ein belgisch-kanadischer Organist und Komponist. Von ihm stammen verschiedene Werke religiöser und weltlicher Natur. Zudem ist er Erfinder eines mechanischen Musikographen, der es blinden Musikern erlaubt, Noten zu schreiben.

## Leben
Liessens studierte am Königlichen Konservatorium Brüssel. Auf Bitte der katholischen Ordensgemeinschaft Broeders van Liefde ging der blinde Musiker 1913 nach Kanada, um an der Schule Mont Saint-Bernard in Sorel Musikunterricht zu geben. 1916 wurde er Organist an der Liebfrauenkirche von Sorel, und von 1929 bis zu seinem Tod war er Organist der benachbarten St. Peterskirche.
Am 28. August 1953 wurde Liessens zum Ehrenbürger seiner Geburtsstadt ernannt.